# Mudik Ulo
Mudik Ulo is een bestuurslaag in het regentschap Kuantan Singingi van de provincie Riau, Indonesië. Mudik Ulo telt 746 inwoners (volkstelling 2010).